# 김시원 (가수)
김시원(1986년 9월 11일 음력 8월 8일 ~)은 대한민국의 가수, 국악인이다.

## 방송
- 보이스킹 (2021) - Top22(21위)
- 미스터트롯2 - 새로운 전설의 시작 (2022)

## 음반
- 꾼 (2017)
- 꾼 Part. 2 (2017)
- 꾼 Part. 3 (2018)
- 꾼 Part. 4 (2018)
- 깍지콩 (2018)
- 내맘대로 뿡이야 (2020)
- 강원도 아리랑 (2021)
- 아라리 (2022)

### 타고
- 서른 아리랑 (2017)
- Peace Night (2017)

## 피처링
- 타고 <서른 아리랑> (2017)

## 경력
- 동북사범대학음악학원 초빙교수 (2018)
- KTV국민방송 문화홍보대사 (2014)
- 중앙대학교 예술대학 전통예술학부 연희예술 강사 (2011)